# Lochmaben Castle
Lochmaben Castle is (de ruïne van) een dertiende-eeuws kasteel bij Lochmaben, ruim veertien kilometer ten noordoosten van Dumfries, in de Schotse regio Dumfries and Galloway. Het kasteel werd gebouwd door Eduard I van Engeland als peel aan het begin van de onafhankelijkheidsoorlogen. Eind veertiende eeuw werd het kasteel in steen opgetrokken. Aan het eind van de zestiende eeuw raakte het kasteel in onbruik.

## Geschiedenis
Eduard I van Engeland bouwde Lochmaben Castle aan de oever van Lochmaben Loch voornamelijk om strategische redenen. Door het omringende bosland en de moerassen waren reizigers die naar Schotland wilden vanuit Cumberland verplicht eerst naar Annandale te reizen om vandaar uit of naar het westen te gaan, naar Galloway, of naar het noordoosten, richting Lothian.
Annandale was in de dertiende eeuw in handen van de familie Brus, voorouders van Robert the Bruce. Deze familie had weliswaar hun belangrijkste vestiging in Annan, maar in 1166 waren ze verhuisd naar Lochmaben en hadden een motte kasteel vlak bij het huidige Lochmaben Castle.
In 1298 - de onafhankelijkheidsoorlogen waren pas begonnen - nam Eduard I van Engeland het kasteel van de Bruces in, maar besloot zijn eerste kasteel op een betere verdedigbare positie bij Lochmaben Loch te bouwen. Dit kasteel bestond niet uit steen, maar uit opgeworpen aardwerken en een houten palissade, een zogenaamde peel.
Door de strategische positie van het kasteel is er vaak om gevochten. In 1299 probeerde Robert the Brus, vader van Robert the Bruce, het kasteel vergeefs in te nemen. In 1301 wisten de Schotten het kasteel in brand te steken. In 1306 viel het kasteel kort in handen van Robert the Bruce, totdat de prins van Wales, de latere Eduard II van Engeland het weer wist in te nemen.
In 1333 was het kasteel echter weer in Schotse handen, want de Engelsen wisten het kasteel weer te veroveren. De vijftig jaren daaropvolgend bleef het kasteel in Engelse handen, totdat Archibald the Grim, Heer van Galloway, het veroverde in 1385. In die tijd werd het kasteel opgetrokken in steen om de houten palissade te vervangen.
In 1455 werd het kasteel eigendom van de Kroon toen Jacobus II van Schotland de familie van de Zwarte Douglassen vernietigde in de Slag van Arkinholm. Jacobus IV van Schotland liet het kasteel eind vijftiende eeuw opknappen en voegde er een grote hal aan toe in de binnenste binnenplaats.
Jacobus V van Schotland gebruikte Lochmaben Castle als zijn verzamelplaats voor de Slag van Solway Moss in 1542 waar hij door de Engelsen werd verslagen.
Nadat Jacobus VI van Schotland het kasteel veroverde in 1588 op de familie Maxwell, werd Lochmaben Castle grotendeels ontmanteld. In de zeventiende eeuw was het kasteel niet meer in gebruik.

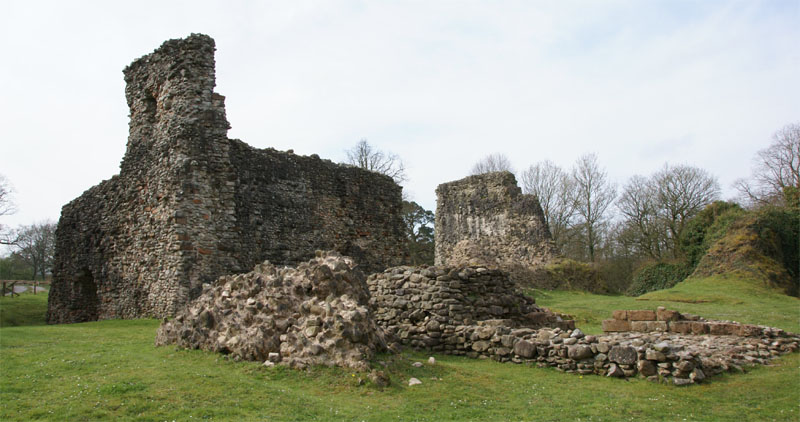
Lochmaben Castle

## Bouw
Het originele kasteel besloeg een gebied van ongeveer 170 meter lang en 90 meter breed en lag op een gebied dat iets hoger lag dan het aangrenzende meer.
Het gros van het steenwerk van het kasteel stamt uit de late veertiende eeuw. Overgebleven zijn de delen van de binnenste binnenplaats met de grote voorzijde, de diepte waarover de ophaalbrug lag, en de muren van de vleugels.
Het kanaaltje dat de binnenste en de buitenste binnenplaats scheidde, is nog te zien. Oorspronkelijk was dit kanaaltje aan beide kanten verbonden met het loch.
De uitgebreide resten van de aardwerken, inclusief een rechthoekige peel (een stuk grond omringd door een houten palissade), gebouwd door Eduard I van Engeland zijn nog te zien rond het kasteel.

## Beheer
Lochmaben Castle wordt beheerd door Historic Environment Scotland. Wegens de instabiliteit van het overgebleven metselwerk kan het kasteel enkel van buitenaf worden bekeken.